# Bodoc
Bodoc (en hongrois: Sepsibodok) est une commune roumaine du județ de Covasna dans le Pays sicule en Transylvanie. Elle est composée des trois villages suivants :
- Bodoc, siège de la commune
- Olteni (Oltszem)
- Zălan (Zalán)

## Localisation
Bodoc est situé au centre-ouest du județ de Covasna, à l'est de la Transylvanie sur les rives de l'Olt, au pied des monts Bodoc, à 11 km de Sfântu Gheorghe (Sepsiszentgyörgy).

## Monuments et lieux touristiques
- Église réformée du village de Bodoc (construction XVe siècle), monument historique
- Église réformée du village de Zăbala (construite au XIVe siècle), monument historique
- Église réformée du village de Olteni
- Château Mikó du village de Olteni (construction 1827), monument historique
- Château Mikes du village de Zăbala (construction XVIIe siècle), monument historique
- Site archéologique Leánykavár du villade de Olteni
- Site archéologique Kincsestető du village de Bodoc
- Monts Bodoc
- Rivière Olt